# Roger Vachon
Roger Vachon (ur. 29 sierpnia 1957 w Paryżu) – francuski judoka. Dwukrotny olimpijczyk. Zajął osiemnaste miejsce w Los Angeles 1984 i dziewiętnaste w Seulu 1988. Walczył w wadze ciężkiej.
Brązowy medalista mistrzostw świata w 1981; piąty w 1983; uczestnik zawodów w 1979, 1985, 1987 i 1989. Startował w Pucharze Świata w 1990. Zdobył czternaście medali na mistrzostwach Europy w latach 1980 - 1987, w tym sześć w zawodach drużynowych. Wygrał igrzyska śródziemnomorskie w 1987. Triumfator wojskowych MŚ w 1977 roku.

## Letnie Igrzyska Olimpijskie 1984
| Konkurencja | Eliminacje                  | Klas. końcowa |
| Konkurencja | Przeciwnik I                | Miejsce       |
| ----------- | --------------------------- | ------------- |
| 95 kg       | Robert Köstenberger (AUT) P | 18.           |

## Letnie Igrzyska Olimpijskie 1988
| Konkurencja | Eliminacje                | Klas. końcowa |
| Konkurencja | Przeciwnik I              | Miejsce       |
| ----------- | ------------------------- | ------------- |
| +95 kg      | Dimityr Zaprjanow (BGR) P | 19.           |